# Взлом (фильм, 2000)
«Взлом» (англ. Takedown) — приключенческий триллер режиссёра Джо Чэппелла, снятый по одноимённой книге Цутому Симомуры и Джона Маркоффа, которая основана на реальных событиях, но в силу личных отношений заангажирована не в пользу правдивости образа Кевина Митника. В мировой прокат вышел 15 марта 2000 года. В фильме описывается хакерская деятельность широко известного в мире киберпреступности компьютерного взломщика Кевина Митника.

## Сюжет
Компьютерный гений Кевин Митник находится на условном освобождении. Вместе со своим приятелем Алексом Лао встречается с подставным человеком из ФБР, Лэнсом, который упоминает о системе пеленгации телефонных звонков, спровоцировав таким образом Кевина на нарушение исправительного срока. Спустя два года Кевин бежал из тюрьмы и был вынужден скрываться от полиции и ФБР. Укрывшись на какое-то время у того же приятеля Алекса, он случайно узнает о специалисте в области информационной безопасности Цутому Симомуре, демонстрирующем модификацию сотового телефона для прослушивания чужих звонков. Попытка выяснить подробности терпит крах и только ещё больше раздразнивает Кевина. Он взламывает компьютер Цутому и крадет файлы, вследствие чего тот соглашается помочь найти хакера. ФБР идет по пятам и получает ордер на обыск дома Алекса, но Кевину удается скрыться, он вынужден переселиться и жить по фальшивым документам.
В украденных файлах Кевин обнаруживает зашифрованный вирус, позволяющий парализовать все известные системы в Интернете и уничтожить их. Пока Кевин флиртует с официанткой Карен, его новое место жительства подвергается штурму, а по возвращении за ним гонится Симомура, однако Митнику снова удается бежать. Переехав в другой город, Кевин решает использовать мощные компьютеры, установленные в университете, чтобы расшифровать файлы вируса, для этого он проникает внутрь, выдавая себя за обслуживающий персонал, и всерьез погружается в процесс расшифровки. Тем временем Симомура с помощью сотрудника сотовой компании вычисляет местонахождение Митника и направляется к нему в сопровождении ФБР. Прежде чем схватить Кевина, Симомура перехватывает сотовый сигнал и не допускает публикации вируса в сети, тем самым спасая себя от компрометации.
Спустя полгода Цутому навещает Кевина в тюрьме и посвящает его в подробности произошедшего.

## В ролях
| Актёр                | Роль            |
| -------------------- | --------------- |
| Скит Ульрих          | Кевин Митник    |
| Расселл Вонг         | Цутому Симомура |
| Энджела Физерстоун   | Джулия          |
| Донал Лог            | Алекс Лоу       |
| Кристофер Макдональд | Митч Гибсон     |
| Master P             | Брэд            |
| Том Беренджер        | Маккой Роллинс  |
| Джереми Систо        | Лэнс            |
| Аманда Пит           | Карен           |
| Итан Сапли           | Дэн Брэдли      |